# Condado de Box Elder
O Condado de Box Elder é um dos 29 condados do Estado norte-americano do Utah. A sede do condado é Brigham City, e sua maior cidade é Brigham City. O condado possui uma área de 17 428 km², uma população de 42 745 habitantes, e uma densidade populacional de 3 hab/km² (segundo o censo nacional de 2000). O condado foi fundado em 1856.